# Голд Прайд
«Голд Прайд» (англ. FC Gold Pride) — американский женский футбольный клуб, в 2009—2010 годах представлявший в лиге Women’s Professional Soccer вначале Санта-Клару, а затем Хейвард (Калифорния). Завоевал чемпионское звание в 2010 году, однако вскоре после окончания сезона был расформирован из-за финансовых проблем.

## История
Клуб «Голд Прайд», владельцами которого были Брайан Несмит (руководитель производства в компании высоких технологий Blue Coat Systems) и его жена Нэнси, стал одним из семи клубов, в 2009 году сформировавших новую женскую футбольную лигу Women’s Professional Soccer. Первоначально команда базировалась в Санта-Кларе (Калифорния), используя в качестве домашнего поля стадион имени Бака Шо, принадлежащий местному университету, а головной офис клуба располагался в Саннивейле Первый сезон в лиге команда закончила на последнем месте в турнирной таблице, одержав лишь 4 победы при 10 поражениях и 10 ничьих и забив в общей сложности 17 мячей, что тоже стало худшим результатом в лиге.
После неудачного сезона команда переехала из Санта-Клары в восточную часть области залива Сан-Франциско, где её новой домашней площадкой стал стадион Университета штата Калифорния в Ист-Бее (Хейвард. В ходе драфта WPS в феврале 2010 года после распада клуба «Лос-Анджелес Сол» «Голд Прайд» использовал третий пик, чтобы выбрать бразильскую полузащитницу Марту — на тот момент четырёхкратную обладательницу звания игрока года ФИФА среди женщин. Выбор мог состояться ещё раньше, но вначале препятствием для клуба стала высокая зарплата бразильянки, составлявшая около полумиллиона долларов в год. Марта, француженка Камиль Абили и норвежка Сольвейг Гульбрандсен присоединились в полузащите клуба к уже входившим в его состав ветеранам Брэнди Честейн и Сисси, что позволило «Голд Прайду» создать одну из сильнейших средних линий в истории женского футбола.
Сезон 2010 года для команды стал противоположностью предыдущему. За регулярный сезон на счету «Голд Прайда» было 16 побед при 5 ничьих и 3 поражениях, и с 53 очками команда заняла первое место в таблице, на 17 очков опередив находившихся на второй строчке «Бостон Брейкерс». Игроки «Голд Прайда» забили 46 мячей в ворота соперниц (на 9 больше, чем у ближайшего конкурента) и пропустили 19 голов — наименьшее количество в лиге. Разница забитых и пропущенных мячей составила 27, на 19 лучше, чем у «Бостона». Лучшим бомбардиром клуба стала Марта с 19 голами, а Кристин Синклер забила 10 мячей и сделала 9 результативных передач. Вратарь Николь Барнхарт в среднем за игру пропускала по 0,51 мяча — лучший показатель среди основных голкиперов лиги. Команда продолжила успехи в серии плей-офф, завоевав чемпионское звание после победы в финале над «Филадельфия Индепенденс» со счётом 4:0.
Однако уже в ноябре 2010 года было объявлено о ликвидации клуба. Хотя «Голд Прайд» доминировали в лиге, посещаемость игр падала (в среднем на домашних матчах «Голд Прайда» присутствовали немногим более 3000 зрителей), постоянные дальние переезды обходились крайне дорого, и финансовые потери владельцев превысили миллион долларов. Попытка найти покупателя на франшизу успехом не увенчалась. Большинство ведущих игроков клуба нашли себе место в рядах других команд WPS. Так, капитан Рейчел Бюлер перешла в «Бостон», Шэннон Бокс — в «Филадельфию», а новый клуб лиги «Уэстерн Нью-Йорк Флэш» заключил контракты, среди прочих, с Мартой, Синклер и новичком года завершившегося сезона Эли Райли. Масштабные приобретения превратили новичков лиги в потенциальных ведущих претендентов на следующее чемпионское звание.